# Diophanes
Diophanes is een geslacht van rechtvleugeligen uit de familie sabelsprinkhanen (Tettigoniidae). De wetenschappelijke naam van dit geslacht is voor het eerst geldig gepubliceerd in 1875 door Stål.

## Soorten
Het geslacht Diophanes omvat de volgende soorten:
- Diophanes rosescens Saussure & Pictet, 1898
- Diophanes salvifolius Lichtenstein, 1796